# Televisa
O Grupo Televisa é uma empresa de mídia mexicana líder na produção de conteúdo audiovisual em espanhol, uma importante operadora de televisão a cabo e um dos principais sistemas de televisão por assinatura por satélite no México.
Focada na produção e transmissão de programas de televisão, sinais de televisão de recepção gratuita e paga —por cabo e satélite—, distribuição internacional de programas políticos, televisão, edição e distribuição de revistas, produção e transmissão de programas de rádio, programas desportivos e entretenimento ao vivo, produção e distribuição de filmes, operação de um portal na Internet e participa da indústria de jogos e sorteios.
A Televisa opera uma rede de 224 estações TDT em todo o país, além de cerca de 30 estações afiliadas a um de seus canais. Os principais sinais de TDT que a Televisa transmite em todo o país são Las Estrellas e Canal 5 em duas redes principais; e NU9VE e Foro TV em subcanais digitais, além de diversas emissoras com conteúdo local e/ou regional que formam a rede conhecida como Televisa Regional.
Em 14 de abril de 2021, o Grupo Televisa anunciou sua intenção de se fundir com a empresa americana Univision Communications, com o objetivo de criar a maior organização de mídia de língua espanhola do mundo e com o objetivo de competir com as principais plataformas de streaming. Em 31 de janeiro de 2022, ambas as empresas se fundiram, criando o que se tornaria a TelevisaUnivision. Televisa soma 12 milhões de telespectadores e ganha 6 pontos de share após sua aliança de conteúdo com a Univisión.

## Empresas do Grupo Televisa

### Sinais de Televisão Aberta
Na televisão aberta, a Televisa mantém uma sólida liderança no mercado mexicano, com quatro sinais que distribui via TDT.
Os principais sinais que transmite a nível nacional são Las Estrellas e Canal 5 em duas redes principais; Nueve e FOROtv em subcanais digitais, bem como diversas emissoras de conteúdo local e / ou regional que integram a Televisa Regional .
| Las Estrellas                                                           | FOROtv                                   | El 5*                                                 | El NU9VE            |
| Lo tienes que ver con las Estrellas(Você tem que fazer com as estrelas) | Tú tienes la palabra(Você tem a palavra) | 5inControl SensacionEs5 (5 em controle, sensação é 5) | Todo tuyo(Todo seu) |

- Las Estrellas: É a marca mais importante e significativa da Televisa , casa de artistas reconhecidos em todo o mundo há mais de 70 anos e, atualmente, mais do que ser o canal líder no mundo de língua espanhola, tornou-se uma plataforma digital . Sua programação o torna o canal preferido da família, com novelas, telejornais, programas de revistas, unitaristas, humorísticos, reality shows, filmes nacionais e internacionais e eventos especiais, shows e esportes.

- Foro TV: tornou-se o canal de referência de informação, graças à credibilidade e objetividade de seus telejornais, jornalistas e repórteres. Este canal da Televisa concentra sua programação na informação instantânea, relatando o fato, bem como o porquê, como e onde.

- El 5:  é o canal da vanguarda em programação para diversos segmentos, desde crianças a adultos. Exemplos disso são desenhos, séries e grandes sucessos cinematográficos, sendo canal auxiliar da Televisa , em produções próprias, como programas infanto-juvenis, reality shows, séries e eventos musicais e esportivos.

- El NU9VE: Todo seu , é um canal versátil, que oferece uma ampla variedade de opções de entretenimento. Sempre foi considerada a vitrine do arquivo da Televisa , tendo em sua programação grandes sucessos de programas de comédia, novelas e cinema mexicano, e atualmente inclui esportes, shows e entretenimento de parceiros televisivos.

### Canais Regionais
A Televisa opera uma rede de 256 canais de televisão, alguns dos quais de concessionárias independentes. Eles transmitem programação local, notícias e conteúdo, bem como parte da programação da Foro TV e El NU9VE na Cidade do México.

#### Canais regionais da Televisa
| Logotipo | Nome                                      | Área de Transmissão | Operador                 | Localização                      | Site da Web                                                                          |
| -------- | ----------------------------------------- | ------------------- | ------------------------ | -------------------------------- | ------------------------------------------------------------------------------------ |
| sinmarco | Bajío TV                                  | León                | Televisa Del Bajío       | León, Guanajuato                 | https://web.archive.org/web/20170713004746/http://www.televisaleon.tv/               |
|          | Canal 4 Tu Canal                          | Guadalajara         | Televisa Guadalajara     | Guadalajara, Jalisco             | http://www.televisaguadalajara.tv                                                    |
|          | NU9VE Saltillo                            | Saltillo            | Televisa Saltillo        | Saltillo, Coahuila               | http://www.televisacoahuila.tv                                                       |
|          | NU9VE San Luis Potosí                     | San Luis Potosí     | Televisa San Luis Potosí | San Luis Potosí, San Luis Potosí | https://televisaregional.com/san-luis-potosi/inicio/                                 |
|          | 12 XEWT                                   | Tijuana             | Televisa Californias     | Tijuana, Baja California         | http://www.xewt12.com                                                                |
|          | Canal 4 XHS                               | Ensenada            | Televisa Californias     | Ensenada, Baja California        | https://web.archive.org/web/20180604080121/http://televisaensenada.tv/               |
|          | Canal 4 Sin Límites                       | Nuevo Laredo        | Televisa Nuevo Laredo    | Nuevo Laredo, Tamaulipas         | http://www.televisa.com/programas/tv-abierta-local/nuevo-laredo                      |
|          | Televisa Sonora                           | Hermosillo          | Televisa Hermosillo      | Hermosillo, Sonora               | https://televisaregional.com/sonora/inicio/                                          |
|          | NU9VE Acapulco                            | Acapulco            | Televisa Acapulco        | Acapulco, Guerrero               | https://web.archive.org/web/20181024030253/http://televisaacapulco.tv/               |
|          | NU9VE Aguascalientes                      | Aguascalientes      | Televisa Aguascalientes  | Aguascalientes, Aguascalientes   | http://www.televisaaguascalientes.tv                                                 |
|          | NU9VE Chihuahua                           | Chihuahua           | Televisa Chihuahua       | Chihuahua, Chihuahua             | http://www.televisachihuahua.tv                                                      |
|          | NU9VE Laguna                              | Torreón             | Televisa Laguna          | Torreón, Coahuila                | http://www.televisacoahuila.tv                                                       |
|          | Canal 8 Televisa Monterrey                | Monterrey           | Televisa Monterrey       | Monterrey, Nuevo León            | http://www.televisa.com/programas/tv-abierta-local/monterrey/                        |
|          | Canal 4 Televisa Monterrey                | Monterrey           | Televisa Monterrey       | Monterrey, Nuevo León            | http://www.televisa.com/programas/tv-abierta-local/monterrey/                        |
|          | TeleVer                                   | Veracruz            | Televisa Veracruz        | Veracruz, Veracruz               | http://www.televisaveracruz.tv                                                       |
|          | Televisa del Golfo Porque Todos Somos Uno | Tampico             | Televisa Del Golfo       | Tampico, Tamaulipas              | https://web.archive.org/web/20151222090220/http://www.televisadelgolfo.tv/           |
|          | Televisa Juárez                           | Ciudad Juárez       | Televisa Juárez          | Ciudad Juárez, Chihuahua         | https://web.archive.org/web/20181019070741/http://televisajuarez.tv/                 |
|          | Televisa Puebla                           | Puebla              | Televisa Puebla          | Puebla, Puebla                   | http://www.televisapuebla.tv                                                         |
|          | Vallevisión                               | Matamoros           | Televisa Noreste         | Matamoros, Tamaulipas            | http://www.televisanoreste.tv                                                        |
|          | +V Más Visión                             | Guadalajara         | Televisa Guadalajara     | Guadalajara, Jalisco             | http://www.televisaguadalajara.tv                                                    |
|          | Canal 4 Televisa Mexicali                 | Mexicali            | Televisa Californias     | Mexicali, Baja California        | http://www.televisamexicali.tv Arquivado em 9 de agosto de 2018, no Wayback Machine. |
|          | NU9VE Yucatán                             | Mérida              | Televisa Yucatán         | Mérida, Yucatán                  |                                                                                      |
|          | NU9VE Campeche                            | Campeche            | Televisa Campeche        | Campeche, Campeche               |                                                                                      |
|          | NU9VE Quintana Roo                        | Cancún              | Televisa Quintana Roo    | Cancún, Quintana Roo             |                                                                                      |

### Televisa Networks
A Televisa Networks é líder na produção e distribuição dos mais variados canais, oferecendo uma grande variedade de produções originais, transmissões de grandes sucessos, eventos esportivos e musicais e grandes títulos de filmes nacionais e internacionais.

#### Canais da Televisa Networks
| Logotipo                         | Nome                                      | Slogan                             | Programacao | Inicio de transmissão  |                 |                 |                 |                 |                 |
| Entretenimiento                  | Entretenimiento                           | Entretenimiento                    | Entretenimiento | Entretenimiento        | Entretenimiento | Entretenimiento | Entretenimiento | Entretenimiento | Entretenimiento |
| -------------------------------- | ----------------------------------------- | ---------------------------------- | --- | ---------------------- | --------------- | --------------- | --------------- | --------------- | --------------- |
|                                  | TLNovelas                                 | Emoções que fazem historia         | Telenovelas | 15 de setembro de 1997 |                 |                 |                 |                 |                 |
|                                  | Unicable                                  | Todos somos Unicable               | Programas para o público feminino, telenovelas e séries                                                                                             | 1996                   |                 |                 |                 |                 |                 |
|                                  | Distrito Comedia                          | Humor a quem humor merece          | Programas de comedia clásicos, contemporáneos e estreias                                                                                            | 1 de outubro de 2012   |                 |                 |                 |                 |                 |
|                                  | BitMe                                     | Desafio aceito                     | Video games, anime, tecnologia | 15 de julho de 2019    |                 |                 |                 |                 |                 |
|                                  | BitMe Plus                                | Desafio aceito                     | Video games, anime, tecnologia | 15 de julho de 2019    |                 |                 |                 |                 |                 |
| Música                           |                                           |                                    | |                        |                 |                 |                 |                 |                 |
|                                  | Bandamax                                  | Somos música, somos familia        | Programas de grupo, vídeos e eventos musicais | 10 de dezembro de 1996 |                 |                 |                 |                 |                 |
|                                  | Telehit Música                            | Somos música                       | Programas juvenis e clipes músicas | 30 de abril de 1994    |                 |                 |                 |                 |                 |
|                                  | Telehit Música Plus                       | Somos música                       | Programas juvenis y clipe musicais | 30 de abril de 1994    |                 |                 |                 |                 |                 |
|                                  | Telehit                                   | Reinício                           | Clipes musicais e programas de humor para o público joven                                                                                           | 27 de agosto de 1993   |                 |                 |                 |                 |                 |
|                                  | Telehit Plus                              |                                    | Clipes musicais e programas de humor (Programação diferente da Telehit)                                                                             | 1 de setembro de 2014  |                 |                 |                 |                 |                 |
| Películas                        |                                           |                                    | |                        |                 |                 |                 |                 |                 |
|                                  | De Película                               |                                    | Cine mexicano clásico, contemporáneo y actual | 22 de enero de 1990    |                 |                 |                 |                 |                 |
|                                  | De Película Plus                          |                                    | Variedade de filmes mexicanos clássicos remasterizados e restaurados (programação diferente de 'De Pelicula' )                                      | 2014                   |                 |                 |                 |                 |                 |
|                                  | De Película Clásico                       |                                    | Filmes mexicanos clássicos |                        |                 |                 |                 |                 |                 |
|                                  | Golden                                    |                                    | Filmes mexicanos e internacionais | 15 de novembro de 1991 |                 |                 |                 |                 |                 |
|                                  | Golden Plus                               |                                    | Filmes mexicanos e internacionais (Programação diferente da Golden)                                                                                 | 2010                   |                 |                 |                 |                 |                 |
|                                  | Golden Edge                               | No limite de suas emoções          | Filmes e séries mexicanos e internacionais | 2003                   |                 |                 |                 |                 |                 |
| Deportes                         |                                           |                                    | |                        |                 |                 |                 |                 |                 |
| 60px                             | TUDN                                      | Vivemos su paixão                  | Programas e eventos de análise esportiva | 22 de julio de 2019    |                 |                 |                 |                 |                 |
| 60px                             | TUDN Plus                                 | Vivemos su paixão                  | Programas e eventos de análise esportiva (junto com 'TUDN' )                                                                                        | 22 de julio de 2019    |                 |                 |                 |                 |                 |
|                                  | Adrenalina Sports Network                 |                                    | Esportes Radicais | Enero de 2019          |                 |                 |                 |                 |                 |
| Premium y a la Carta             |                                           |                                    | |                        |                 |                 |                 |                 |                 |
|                                  | Golden Premier                            |                                    | Estreias exclusivas de filmes e séries mexicanos e internacionais                                                                                   | 2014                   |                 |                 |                 |                 |                 |
|                                  | Afizzionados                              |                                    | Programas de análise de futebol e esportes | Julho de 2018          |                 |                 |                 |                 |                 |
| Repetidores                      |                                           |                                    | |                        |                 |                 |                 |                 |                 |
| 60px                             | Las Estrellas -1 Hora                     | Você tem que ver                   | Retransmite a programação de 'Las Estrellas' uma hora depois                                                                                        |                        |                 |                 |                 |                 |                 |
| 60px                             | Las Estrellas -2 Horas                    | Você tem que ver                   | Retransmite a programação de Las Estrellas duas horas depois                                                                                        |                        |                 |                 |                 |                 |                 |
|                                  | De Película Multiplex                     |                                    | Retransmite a programação de De Película duss horas depois                                                                                          |                        |                 |                 |                 |                 |                 |
|                                  | Golden Multiplex                          |                                    | Retransmite a programação de Golden duss horas depois                                                                                               |                        |                 |                 |                 |                 |                 |
| 60px                             | TUDN +1                                   | Vivemos sua paixão                 | Retransmite a programação de TUDN uma hora depois                                                                                                   |                        |                 |                 |                 |                 |                 |
| 60px                             | TUDN +2                                   | Vivemos sua paixão                 | Retransmite a programação de TUDN duas horas depois                                                                                                 |                        |                 |                 |                 |                 |                 |
|                                  | Golden Premier Multiplex                  |                                    | Retransmite a programação de Golden Premier duas horas depois                                                                                       | 2014                   |                 |                 |                 |                 |                 |
| Tu.TV (En Estados Unidos)        |                                           |                                    | |                        |                 |                 |                 |                 |                 |
|                                  | Foro TV Estados Unidos                    | Você tem a palavra                 | Notícias e cobertura jornalística |                        |                 |                 |                 |                 |                 |
|                                  | De Película Estados Unidos                |                                    | Cinema mexicano clássico, contemporâneo e atual |                        |                 |                 |                 |                 |                 |
|                                  | De Película Clásico Estados Unidos        |                                    | Filmes Mexicanos clásicos |                        |                 |                 |                 |                 |                 |
|                                  | Telehit Estados Unidos                    |                                    | Programas de varios canais de Televisa Networks para Estados Unidos                                                                                 |                        |                 |                 |                 |                 |                 |
|                                  | Bandamax Estados Unidos                   | Marcando o passo                   | Programas de grupo, vídeos e eventos musicais | Novembro de 2003       |                 |                 |                 |                 |                 |
|                                  | Distrito Comedia Estados Unidos           | Humor a quem humor merece          | Programas de comedia clásicos, contemporáneos y estreias                                                                                            | 2012                   |                 |                 |                 |                 |                 |
| En Estados Unidos                |                                           |                                    | |                        |                 |                 |                 |                 |                 |
|                                  | TUDN USA                                  | Vivimos tu pasión                  | Eventos e programas de análise esportiva | 22 de julho de 2019    |                 |                 |                 |                 |                 |
|                                  | Univision tlnovelas                       | Emoções que fazem história         | Telenovelas | 1 de março de 2012     |                 |                 |                 |                 |                 |
| América Latina e América Central |                                           |                                    | |                        |                 |                 |                 |                 |                 |
|                                  | Las Estrellas Latinoamérica               | Você tem que ver com Las Estrellas | Telenovelas, séries, noticiarios, programas de entretenimento e variedades e filmes mexicanos                                                       | 18 de novembro de 1992 |                 |                 |                 |                 |                 |
|                                  | Tlnovelas Latinoamérica                   | Emoções que fazem história         | Telenovelas |                        |                 |                 |                 |                 |                 |
|                                  | Univision Latinoamérica                   | Univision llega                    | Entretenimiento, estilo de vida, moda, saúde, espectáculos, telenovelas e séries dramáticas, programas de noticias e esportes                       |                        |                 |                 |                 |                 |                 |
|                                  | Bandamax Latinoamérica                    | Marcando o passo                   | Programas de grupo, vídeos e eventos músicas |                        |                 |                 |                 |                 |                 |
|                                  | TUDN Centroamérica                        | Vivemos sua paixão                 | Eventos e programas de análise esportivos | 22 de julho de 2019    |                 |                 |                 |                 |                 |
|                                  | De Película Latinoamérica                 |                                    | Cinema mexicano clássico, contemporâneo e atual |                        |                 |                 |                 |                 |                 |
|                                  | Golden Latinoamérica                      |                                    | Filmes mexicanos e internacionais |                        |                 |                 |                 |                 |                 |
|                                  | Golden Edge Latinoamérica                 | No limite de suas emoções          | Filmes e séries mexicanos e internacionais | 2003                   |                 |                 |                 |                 |                 |
|                                  | BitMe Latinoamérica                       | Reto aceptado                      | Video games, anime, tecnologia | 15 de julho de 2019    |                 |                 |                 |                 |                 |
|                                  | Telehit Latinoamérica                     | Reinicia                           | Vídeos musicais e programas de comédia para o público jovem e milenares                                                                             |                        |                 |                 |                 |                 |                 |
|                                  | Telehit Música Latinoamérica              | Somos música                       | Programas juvens e clipes musicais |                        |                 |                 |                 |                 |                 |
|                                  | Distrito Comedia Latinoamérica            | Humor a quem humor merece          | Programas de comedia clásicos, comtemporáneos e estreias                                                                                            |                        |                 |                 |                 |                 |                 |
|                                  | Adrenalina Sports Network Latinoamérica   |                                    | Deportes extremos | Enero de 2019          |                 |                 |                 |                 |                 |
| Europa, Asia e África            |                                           |                                    | |                        |                 |                 |                 |                 |                 |
|                                  | Las Estrellas Europa                      | Você tem que ver com Las Estrellas | Telenovelas, séries, noticiarios, programas de entretenimiento e variedades y cinema mexicano para Europa, Asia, África, Australia ye Nova Zelândia | 18 de novembro de 1992 |                 |                 |                 |                 |                 |
|                                  | Tlnovelas Europa                          | Reencontre seus sentimentos        | Programação de Tlnovelas para Europa, Oriente Medio, África, Australia e Nova Zelândia                                                              |                        |                 |                 |                 |                 |                 |
|                                  | De Película Europa                        |                                    | Cinema mexicano clássico, contemporâneo e atual para a Europa, África, Austrália e Nova Zelândia                                                    |                        |                 |                 |                 |                 |                 |
|                                  | Telehit Música España                     | Somos música                       | Programação de Telehit Urbano para Espanha |                        |                 |                 |                 |                 |                 |
|                                  | TLN Network                               | Todas suas emoções                 | Telenovelas e séries para Angola e Moçambique | 23 de setembro de 2009 |                 |                 |                 |                 |                 |
| TLN Network Portugal             | Telenovelas e séries series para Portugal | Todas suas emoções                 | 2013 |                        |                 |                 |                 |                 |                 |

### SKY
A SKY é a maior provedora de televisão por satélite do México, com a maior variedade de canais nacionais e internacionais e eventos exclusivos. Seu sucesso se deve à sua cobertura nacional e ao uso de tecnologias digitais e de satélite avançadas.

#### Sinais SKY exclusivos
| Nome                                     | Canal                                         | Programação                                                                        |
| ---------------------------------------- | --------------------------------------------- | ---------------------------------------------------------------------------------- |
| Local News                               | Canal 628 y 160 (Solo Vetv)                   | Jornais locales de Televisa Regional.                                              |
| Local View                               | Canal 151                                     | Programas de revistas, variedades e de entretenimento locais da Televisa Regional. |
| Local View 2                             | Canal 152                                     | Programação principalmente de Televisa Monterrey.                                  |
| Local View 3                             | Canal 153                                     | Programação principalmente de Televisa Guadalajara.                                |
| Sky Sports Fútbol (antes Planeta Fútbol) |                                               | Fútbol nacional e internacional em vivo e otros em vivo e em exclusiva.            |
| Sky One                                  | Canal 1 y 1001 (HD)                           | Programas de entretenimento, comédias, filmes e series.                            |
| Sky Living                               | Canal 201 y 1201 (HD)                         |                                                                                    |
| Sky Premiere                             | Canales 805 - 817 y 1801 - 1804 (HD)          | Filmes ao serviços PPV.                                                            |
| Sky Sports                               | Canal 501, 502 y 516 y 1501, 1502 y 1516 (HD) | Programas e eventos esportivos ao vivo e outros ao vivo e em exclusiva.            |
| Special Weekends                         | Canal 715                                     | Concertos.                                                                         |
| TV Hot                                   | Canal 925                                     | Programação para adultos.                                                          |
| TV Hot HD                                | Canal 1925                                    | Programação para adultos, independente da TV Hot.                                  |

### The Brands Group
Com este nome, a Editorial Televisa unifica seu compromisso de ser a maior editora de revistas do mundo e líder em geração e distribuição de conteúdo na América Latina e no mercado hispânico dos Estados Unidos. A TBG distribui suas revistas para países como Estados Unidos , Panamá e Equador. Possui cerca de 172 títulos sob 107 marcas. Seu conteúdo cobre uma variedade de tópicos de interesse: desde saúde, beleza, moda e celebridades até estilo de vida, viagens, decoração, crianças e ciência. Possui contratos de licença ou parceria com algumas das mais prestigiadas editoras do mundo, incluindo National Geographic , Hearst Corporation, Marie Claire, Disney, G + J, Motorpress, DC e. Suas marcas próprias incluem Vanidades, TV e Novelas, Caras, Tú e Cozina Fácil, entre muitas outras.

#### Revistas do The Brands Group
| Nome                           | Tipo de revista                              | Público      | Site web                                                          |
| ------------------------------ | -------------------------------------------- | ------------ | ----------------------------------------------------------------- |
| Atención Médica                | Informação, Ciência, Saúde                   | Geral        | Atención Médica                                                   |
| Automóvil Panamericano         | Informação, Entretenimento, Esportes         | Homens       | Automóvil                                                         |
| Bike                           | Informação, Entretenimento, Esportes         | Geral        | Bike                                                              |
| Caras                          | Entretenimento, Estilo de vida               | Mulheres     | Caras                                                             |
| Caras CasaViva                 | Entretenimento, Estilo de vida               | Mulheres     | Casa Viva                                                         |
| Cocina Fácil                   | Cozinha, Estilo de vida, Entretenimento      | Mulheres     | Cocina Fácil                                                      |
| Cosmopolitan                   | Entretenimento, Moda, Estilo de vida         | Mulheres     | Cosmopolitan                                                      |
| DC Comics                      | Quadrinhos                                   | Geral        | DC Comics                                                         |
| Esquire                        | Entretenimento, Informação                   | Homens       | Esquire                                                           |
| Familia Saludable              | Entretenimento, Saúde, Exercícios            | Geral        | Familia Saludable                                                 |
| Harper's Bazaar                | Entretenimento, Moda, Estilo de vida         | Mulheres     | Bazaar                                                            |
| Marie Claire                   | Informação, Entretenimiento                  | Mulheres     | Marie Claire                                                      |
| Marvel Cómics México           | Quadrinhos                                   | Geral        | Marvel                                                            |
| Men's Health                   | Informação, Saúde, Exercícios                | Homens       | Men's Health                                                      |
| Motociclismo Panamericano      | Informação, Entretenimento, Esportes         | Homens       | Motociclismo                                                      |
| Muy Interesante                | Ciência, Cultura, Entretenimento             | Geral        | Muy Interesante                                                   |
| Muy Interesante Historia       | Ciência, Informação, Cultura                 | Geral        | Muy Interesante Historia                                          |
| Muy Interesante Junior         | Ciência, Entretenimento, Cultura             | Crianças     | Muy Interesante Junior                                            |
| National Geographic en español | Ciência, Entretenimento, Informação          | Geral        | National Geographic en español                                    |
| National Geographic Traveler   | Cultura, Entretenimento, Informação          | Geral        | National Geographic Traveler                                      |
| Padres e Hijos                 | Informação, Estilo de vida                   | Geral        | Padres e Hijos                                                    |
| Revista Telehit                | Entretenimento, Informação                   | Geral        | Revista Telehit                                                   |
| Runner's World                 | Entretenimento, Saúde, Exercícios            | Geral        | Runner's World                                                    |
| Sensasiones                    | Estilo de vida, Entretenimento               | Geral        | Sensaciones                                                       |
| Seventeen                      | Entretenimento, Moda, Estilo de vida         | Adolescentes | Seventeen                                                         |
| Soho                           | Entretenimento, Informação, Mulheres         | Homens       | Soho                                                              |
| Sport Life                     | Estilo de vida, Saúde, Exercícios            | Geral        | Sport Life                                                        |
| SKY VIEW                       | Entretenimento, Informação                   | Geral        | SKY VIEW Arquivado em 2 de fevereiro de 2017, no Wayback Machine. |
| Triatlón                       | Entretenimiento, Exercícios, Esportes        | Geral        | Triatlón                                                          |
| Tú                             | Entretenimento, Moda, Estilo de vida         | Adolescentes | Tú                                                                |
| TVyNovelas                     | Espectáculos, Entretenimento, Estilo de vida | Geral        | TVyNovelas                                                        |
| Vanidades                      | Entretenimento, Estilo de vida               | Mulheres     | Vanidades                                                         |
| Vanidades Novias               | Entretenimento, Estilo de vida               | Mulheres     | Vanidades Novias                                                  |
| Vértigo Cómics                 | Quadrinhos                                   | Geral        | Vértigo                                                           |
| Women's Health                 | Informação, Saúde, Exercícios                | Mulheres     | Women's Health                                                    |

#### Clío Editorial
O Editorial Clío é a subsidiária responsável pela publicação de livros de conteúdo histórico e cinematográfico do México.

#### Jornal Ovaciones
O Jornal Ovaciones é a publicação noticiosa de circulação nacional. Desta forma, a Televisa cobre também a chamada imprensa escrita.

### Televisa Cinema
Televisa Cine é a subsidiária do Grupo Televisa responsável pela produção e distribuição de filmes nacionais e internacionais, a Televisa já distribuiu filmes brasileiros como Internet - O Filme e Meus 15 Anos: O Filme. Dividido em dois ramos: Produção de Videocina e Distribuição de Videocina contribuem com mais de 250 fitas.
- A Videocine Producción se encarrega da coprodução e distribuição dos filmes mexicanos. Seus parceiros são Argos Cine , Altavista Films, Lemon Films, Plural Entertainment , IMCINE e Cinépolis Producciones .
- A Videocine Distribución é distribuidora de filmes nacionais e internacionais em todo o país. Seus parceiros são Pantelion Films e Lionsgate .

### Izzi Telecom
A Izzi Telecom é uma opção de televisão a cabo no México, oferece consumo ilimitado de telefonia a um preço fixo, para praticamente todo o mundo e a internet, e oferece a seus usuários diversas opções de agregação de serviços de televisão por assinatura.

### Televisa Interactive Media
Televisa Interactive Media é a divisão do Grupo Televisa encarregada de criar páginas web, aplicativos móveis, estratégias digitais, vídeo sob demanda e vídeo ao vivo, para as produções e empresas do grupo.
Entres seus produtos estão:
- Televisa.com : É o site de informações da Televisa , com ampla cobertura de todas as áreas e empresas do Grupo. Anteriormente denominado Esmas.com.

- TUDN.com : Desde informações, passando por opiniões, estatísticas, até transmissões e vídeos esportivos, é um dos mais completos portais de Internet do gênero.

- Blim : Plataforma de vídeo digital, seu conteúdo são séries, filmes, novelas e programas de entretenimento.

- El Deforma : página de jornalismo satírico com notícias paródicas, desenhos animados e zombarias de diferentes personagens e atualidades.

- SDP Noticias : página de notícias e atualidades adquirida em conjunto com o El Deforma.

- Bild Media : Aquisição recente que cobre diferentes sites: Code Spaghetti (tecnologia, ciência e cultura geek ), Plumas Atómica (política e cultura para jovens), Los Pleyers (esportes) e Erizos.mx (entretenimento geral e cultura da Internet).

### Apps Televisa
| Aplicativo                                                                         | Conteúdos                                                                                                   |
| ---------------------------------------------------------------------------------- | --- |
| Aprende Mate con el Chavo                                                          | Juego didáctico para niños.                                                                                 |
| Aprende Programación con el Chavo                                                  | Jogo educativo para crianças.                                                                               |
| Arma tu Postal Jogo educativo infantil para arrecadar os postais da "Imaginantes". | |
| Canal 5                                                                            | Informações sobre filmes, músicas e vídeos de desenhos animados e séries.                                   |
| El Chavo                                                                           | Jogo oficial do El Chavo.                                                                                   |
| Godínez World                                                                      | Jogo oficial do Antes muerta que Lichita.                                                                   |
| Grabbity                                                                           | Jogo oficial de los Grabbians.                                                                              |
| Kick'Os                                                                            | Jogo de pênaltis de futebol.                                                                                |
| Learn English with El Chavo                                                        | Jogo educativo para aprender a língua inglesa.                                                              |
| Login                                                                              | Aplicativo oficial de Login.                                                                                |
| Logout                                                                             | Aplicativo oficial de Logout.                                                                               |
| Noticieros Televisa                                                                | Informações e vídeos relacionados às notícias atuais. Ele também fornece acesso ao sinal de Foro TV.        |
| PM                                                                                 | Conteúdo oficial da barra de programação noturna PM do Canal 5.                                             |
| TagCDMX                                                                            | Aplicativo oficial do evento TagCDMX.                                                                       |
| TCP Brands                                                                         | Catálogo da Televisa Consumer Products.                                                                     |
| Telehit                                                                            | Informações sobre artistas musicais, videoclipes e vídeos de interesse juvenil, nacionais e internacionais. |
| Televisa Deportes                                                                  | Eventos desportivos, informação, estatísticas e vídeos.                                                     |
| Las Estrellas                                                                      | Televisão ao vivo e informação.                                                                             |
| Trivia TD Curiosidades oficiais da Televisa Deportes.                              | |
| Una Carrerita                                                                      | Jogo de corrida com obstáculos.                                                                             |
| W Radio                                                                            | Programação ao vivo de W Radio.                                                                             |

### Televisa Music
A Televisa Music é a subsidiária do Grupo que tem como objetivo promover o talento musical do momento. Responsável pela projeção, difusão e representação de eventos musicais, como shows, apresentações em programas de televisão, prêmios e promoção de novos talentos. A difusão está na transmissão de seus videoclipes pela televisão e de sua música pelo rádio.
- México Suena .- Foi um macroevento anual que o Grupo Televisa , junto com seus artistas, realizou em inúmeras apresentações e shows ao vivo.

### Televisa Consumer Products
A Televisa Consumer Products é uma subsidiária do Grupo Televisa, líder em sua linha. É responsável pela gestão de várias marcas (Licenças) para a produção e elaboração de estratégias publicitárias e, como representante, tem o cuidado e a obrigação de levar as licenças que representa ao sucesso. Anteriormente, esta filial da Televisa tinha o nome de Televisa Licenses .

### Club América
O Club América é o time de futebol do Grupo Televisa. Fundado em 12 de outubro de 1916 (104 anos), é a equipe mais vencedora do México, possui 17 títulos da Liga, 7 Copas, 6 Campeões dos Campeões, 7 dos Campeões da CONCACAF, 2 da Copa Interamericana e 1 dos Gigantes da CONCACAF Cup, 1 Challenger Cup, num total de 41. Foi adquirido a partir da empresa Jarritos, de propriedade de Isaac Besudo, em 22 de de julho de 1959.

### Estádio Azteca
O Estádio Azteca é a casa do Club América , do Cruz Azul e da Seleção Mexicana de Futebol . É também uma plataforma que hospeda grandes eventos esportivos, como Copas do Mundo FIFA , reuniões religiosas e grandes shows. É um dos maiores estádios de futebol, com capacidade para 87.000 mil espectadores.

### Bestel
Com mais de 16 anos de experiência, a Bestel é uma das subsidiárias de maior sucesso do Grupo Televisa , devido ao seu empenho, dedicação e profissionalismo na indústria das telecomunicações e tecnologia da informação. Presente em 225 cidades da República Mexicana, possui uma das maiores redes de fibra ótica do país.

### AISA Apuestas Internacionales SA de CV
O Grupo Televisa faz sua incursão no centro de entretenimento e atrai negócios por meio das marcas PlayCity Casino e Sorteos del Trébol . Foi assim que nasceu esta Subsidiária da Televisa com o nome de AISA Apuestas Internacionales SA de CV , oferecendo uma variedade de opções de entretenimento em apostas, rifas, cassinos e muito mais.
- PlayCity Casino : É um lugar emocionante, diferente e divertido, onde você pode encontrar muitas opções de entretenimento reunidas em um só lugar, possui 17 sites em todo o país com um total de 5.400 máquinas.
- Clover Sweepstakes : É a marca que oferece diversos sorteios diários ou semanais, com opções de entretenimento engenhosas e divertidas.

### CJ Grand Shopping
O CJ Grand Shopping é o canal de compras televisivas focado em oferecer ao público produtos da mais alta qualidade e marcas exclusivas de forma diferenciada e atrativa, 24 horas por dia. Este canal é um novo conceito em compras e entretenimento, iniciando suas transmissões na TV paga mexicana em julho de 2015 no canal 108 da Izzi e Sky e na Cidade do México no canal 4.2 da televisão aberta.

### Intermex
A Intermex é a rede de distribuição continental de publicações do Grupo Televisa, sendo líder no México e na América Latina. No México, distribui mais de 50% das revistas de maior circulação. Oferece uma ampla gama de serviços de distribuição, logística, administração e marketing para levar os produtos até o ponto de venda. Possui a tecnologia mais avançada para poder oferecer a maior cobertura e uma rede de distribuição de mais de 25 mil pontos de venda no México e mais de 75 mil no exterior. Possui os principais distribuidores na Argentina, Chile, Colômbia, Equador, Panamá e Peru.

### SPDnoticia.com
O Grupo Televisa adquiriu em março de 2017, 50% do SDPnoticias.com, um “jornal digital” que cobre notícias nacionais, internacionais, esportivas e de entretenimento, entre outras. 

### Univision
A Univision é uma empresa de conteúdo de televisão dos Estados Unidos. A Univision Communications, Inc. foi fundada em 1962 pela Televisa juntamente com o empresário americano A. Jerrold Perenchio. Sendo, portanto, 40% acionista da Univisión, sua força nos Estados Unidos faz com que seu compromisso com a liderança amplie e ultrapasse fronteiras. Levando produções de sucesso ao mercado hispânico, mantendo uma associação de canais de televisão e projetos conjuntos. Desta forma, a Televisa está presente em:

#### Canais da Univison Communications
| Logotipo | Nome                | Programação                                                                 | Inicio de transmissão | Área de Transmissão          |
| -------- | ------------------- | --------------------------------------------------------------------------- | --------------------- | ---------------------------- |
|          | Galavisión          | Telenovelas, programas de comédia, filmes mexicanos, esportes, noticiários. | 2 de abril de 1979    | Estados Unidos               |
|          | UniMás              | Telenovelas, programas diversos, noticiários, esportes, filmes mexicanos.   | 14 de janeiro de 2002 | Estados Unidos               |
|          | Univisión           | Telenovelas, Programas diversos, Desporto, Notícias.                        | 1 de setembro de 1986 | Estados Unidos y Puerto Rico |
|          | TUDN                | Esportes                                                                    | 22 de julho de 2019   | Estados Unidos y Puerto Rico |
|          | Univision Tlnovelas | Telenovelas.                                                                | 1 de março de 2012    | Estados Unidos y Puerto Rico |

### América Televisión
O Grupo Televisa está presente no Peru , por meio da América Televisión . A irmandade da Televisa com a América Televisión remonta à década de 1970 e foi em 12 de julho de 1992 , quando o Grupo Televisa adquiriu uma quantidade significativa de ações da emissora de televisão peruana, sendo então chamado de canal da América Televisión, o Canal de las Stars referindo-se ao principal canal da Televisa. Embora a Televisa tenha vendido sua participação em 1994 , o acordo estratégico entre as duas empresas foi renovado e continua até hoje

### Telenovela Channel
A Filipinas cria o Grupo Televisa com a Association of Beginnings at Twenty Plus, Inc. para gerenciar o canal de TV Telenovela Channel . Levando para o país asiático o primeiro canal de novelas mexicanas, Televisa produções , desde Novembro 14 , 2011 .

### OCESA
O Grupo Televisa e a Inter-American Entertainment Corporation são líderes na apresentação de shows. Desta forma, a Televisa obtém 40% da OCESA Entertainment , conseguindo assim uma forma de estar mais focada na animação de espectáculos ao vivo, música, teatro, desporto, apresentações artísticas, concertos, eventos diversos e muito mais. Devido a esta aliança com o Grupo CIE , diferentes marcas são administradas:
- OCESA Entertainment : Organizador de shows e shows musicais.
- Ticketmaster : venda de ingressos.
- Feira de Chapultepec : Centro de Diversões
- Palacio de los Deportes : Espaço para eventos esportivos e musicais.
- Teatro Metropólitan : Teatro da Cidade do México
- Teatro Orfeón : Teatro da Cidade do México.
- Estádio Azul : estádio de futebol.
- Foro Sol : Palco para eventos massivos.
- Centro Banamex : Palco para eventos musicais.

Entre outras marcas.

### Imagine Media Áudiovisual
O Grupo Televisa também está presente no mercado europeu e em 2006 começou como sócio-fundador do canal espanhol La Sexta , até outubro de 2011, onde detinha 40,5% do canal. Em 5 de março de 2012, a Televisa ingressou no conglomerado Imagina Media Audiovisual , com participação de 14% do capital. Com esta associação, o canal é administrado:
- Canal F1 América Latina .- Canal líder em seu gênero, cobertura, desenvolvimentos e eventos ao vivo e exclusivos da Fórmula 1

### Grupo BAL
O Grupo Televisa mantém uma estreita relação conjunta com o Grupo BAL , com o qual ambos os conglomerados participam de diversos programas sociais e culturais, como Penalti para o México e Gol para o México , bem como Por el Planeta , através da GNP Seguros. Por meio do Grupo BAL , a Televisa se envolve com as empresas que a compõem. 

## História

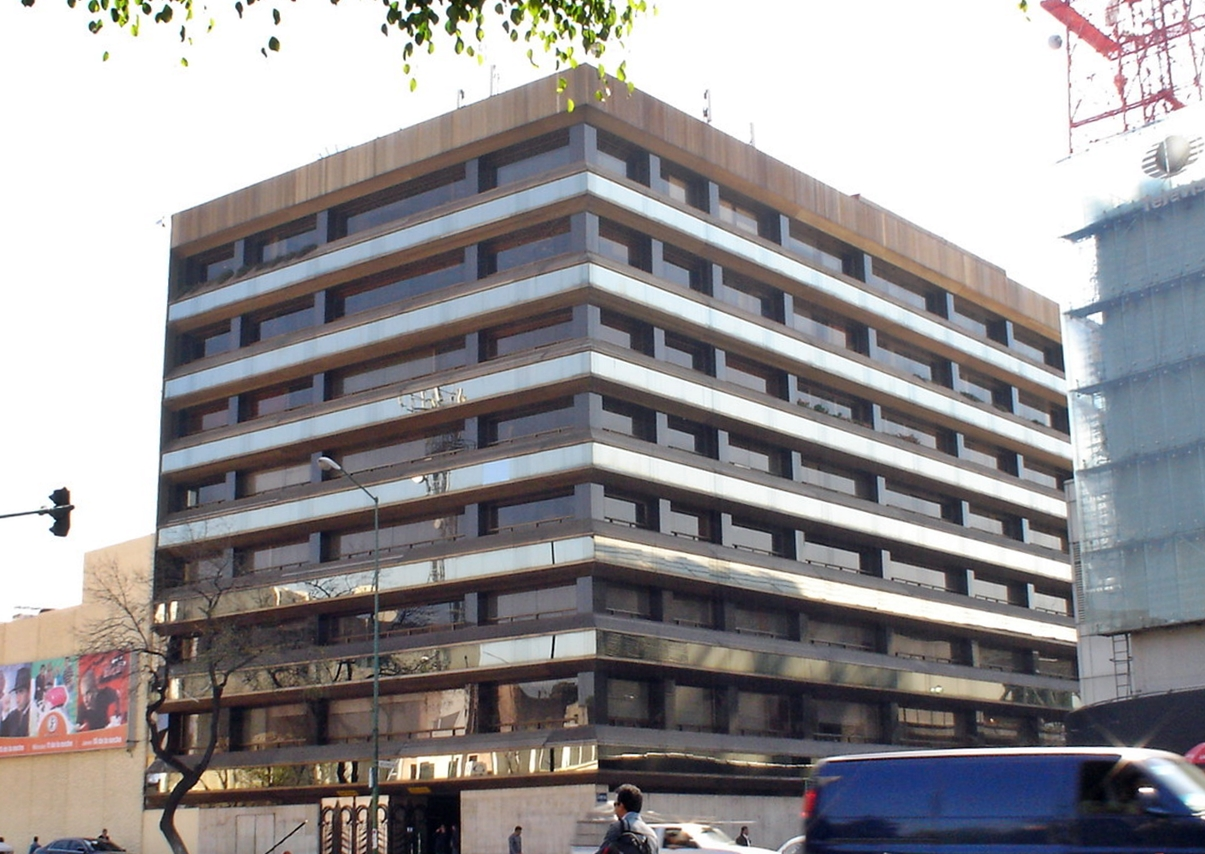
Edifício-sede da Televisa no bairro de Colonia Doctores, na Cidade do México.

A Televisa é o maior grupo de televisão do México e o quinto maior do mundo, e se tornou conhecida pelas suas telenovelas. Ao contrário do que se pensa, a Televisa não é um canal de televisão, mas sim um conglomerado de quatro canais, dois em rede nacional, uma semirrede e outro canal local. Os canais são: Las Estrellas (XEW TV - Canal 2 - Nacional), FOROtv (XHTV - Canal 4 - Local), Canal 5 (XHGC - Canal 5 - Nacional) e Nueve (XEQ - Canal 9 - Seminacional).
A Televisa nasceu da fusão de duas emissoras: a Telesistema Mexicano (XHTM, que tinham três canais) e a TV TIM (Televisión Independiente de México), que era apoiada pelo PRI, que ficou mais de 70 anos no poder. O PRI saiu do poder no ano 2000, com a vitória do oposicionista Vicente Fox.
Em 1950, depois de vários anos de experiência, surge a pioneira em televisão no México, com a criação do primeiro canal: XHTV Canal 4. A concessão foi outorgada transformando o México na primeira nação da América Latina a ter uma emissora de TV, semanas antes do início das operações da brasileira TV Tupi.
Em 1951, sai oficialmente ao ar o segundo canal de televisão mexicano, a XEWTV (atual Canal de Las Estrellas) Canal 2, fundada pelo pioneiro Don Emílio Azcárraga Vidaurreta, transmitindo a XEW como "A Voz da América Latina desde o México".
No mesmo ano se inauguram as instalações do Televicentro na Avenida Chapultepec, lugar onde realizará suas atividades o novo meio de comunicação. Foi o engenheiro Guillermo González que recebeu em 1952 a concessão do terceiro canal de televisão, o XHGC Canal 5.
Como produto da união dos canais 2, 4 e 5 cria-se, ainda em 1952, o Telesistema Mexicano.
Em 1968 surge a XHTIM-TV Canal 8, Televisión Indepiendente de México, propriedade do grupo Visa que se instalou em San Angel Inn.
Em 1973 se unem o Telesistema Mexicano e a Televisión Indepiediente de México, para formar a atual Televisa, com a finalidade de coordenar, operar e transmitir o sinal dos canais 2, 4, 5 e 8.
Em 1985, o canal 8 mudou seu sinal para XEQ Canal 9 (com a chegada da ainda não estabelecida TV Azteca), que em um princípio se constituiu como um canal cultural, para posteriormente controlar uma linha comercial.
Em setembro de 1988, a Televisa concretizou a criação do primeiro sistema de notícias em espanhol via satélite: o ECO, transmitindo ao vivo as 24 horas do dia no México, Estados Unidos, Américas Central e do Sul, Europa Ocidental e Norte da África.
Em 1997, o Sr. Emílio Azcárraga Jean assume o Grupo Televisa e em 3 de junho de 2001, o canal 9 se chama Galavisión; e em 30 de abril do mesmo ano o canal 4 se chama 4TV.
No dia 25 de abril de 2008, a Televisa termina o acordo com o SBT para coprodução de novelas com texto mexicano no Brasil, meses depois, inicia a com a Rede Record. Em coprodução com a Record, a Televisa produz as novelas Bela, a Feia e a versão brasileira de Rebelde. Porém, mesmo após o fim do contrato, o SBT continua adaptando textos mexicanos, como Corações Feridos e exibindo tramas da Televisa. Em 2012, após desentendimentos com a alta cúpula da Rede Record, os executivos da Televisa resolveram, ao ver os baixos índices de audiência da segunda temporada da versão brasileira da novela Rebelde, adotar uma nova parceria com o SBT, terceira maior emissora da América Latina e que sempre foi amiga da rede mexicana. A partir daí deu início ao remake da nova versão de Carrossel, já exibida em mais de 90 países.

## Canais
Muito tempo atrás, o engenheiro Francisco Javier Stavoli, recebeu um apoio de um partido político para levar para o México a televisão. Importaram uma antena de transmissão de TV e instalaram na torre de uma igreja, na cidade de Allende y Bleisario Dominguez. A primeira imagem da TV Mexicana foi de Amélia Fonseca de Stavoli, mulher do engenheiro. Isso aconteceu alguns meses depois da TV Tupi ter ido ao ar.
A primeira transmissão oficial da televisão mexicana aconteceu no dia 1º de Setembro de 1950, com a Canal 4, de Romulo O’Farrill Silva. No dia 22 de setembro de 1951, a estreia da XEW TV (Canal 2). A XEW era uma importante emissora de rádio (inclusive, Angelines Fernandez, a Bruxa do 71, chegou a trabalhar nela). A XEW TV pertencera a um importante empresário de dono de um importante jornal, quase um Roberto Marinho mexicano. Em agosto de 1952, sua primeira concorrente, a XEQ (Canal 5), foi ao ar. A XEQ também era uma importante emissora de rádio. Seu dono era Guillermo González Camarena.
Ainda em 1952, aconteceu a fusão dos canais 2, 4 e 5, formando o Telesistema Mexicano (XHTM). Isso aconteceu devido a uma grande pressão do presidente Adolfo Ruiz Cortines para que a TV chegasse a mais telespectadores.
Em 1973, outra grande fusão aconteceu na TV Mexicana: a fusão do Telesistema Mexicano com a TV TIM, canal 8. Assim, nasceu a Televisa (que não só significa Televisão Via Satélite como a junção dos dois nomes: Telesistema Mexicano e Visa, grupo mexicano dono da TV TIM).
Usando um exemplo de um programa de conhecemos muito bem: os programas de Chespirito começou na TV TIM. Chaves lá no México se chama El Chavo de Ocho não por causa da história do apartamento 8 e sim por causa do número da TV TIM. Curiosamente, depois da fusão, o Chaves passou a ser exibido na XEW TV (Canal de Las Estrellas - Canal 2), mas mesmo assim continuou se chamando Chavo del Ocho. A TV TIM passou ser a XEQ (Canal 8) e a antiga XEQ (Canal 5) passou a ser a XHGC (Canal 5).
Em 1985, o XEQ (Canal 8) passou para o canal 9 por causa de uma organização nas freqüências do México. O dial do México é o mesmo do Brasil (7 canais entre 13 possíveis).

### Os canais

#### Canal de las Estrellas (XEW-TDT)
O Las Estrellas é o principal canal da Televisa. Ele transmite programação em geral, como esportes, noticiários, novelas, séries e outros. É neste canal que é feita a transmissão original das principais telenovelas e séries produzidas pela Televisa, o sinal da emissora cobre todo o México, sendo um canal nacional

#### FOROtv (XHTV-TDT)
A FOROtv é um canal all news da Televisa que só é transmitido na Cidade do México.

#### Canal 5 (XHGC-TDT)
O Canal 5 é o canal que transmite para todo o México programas para jovens e series e filmes americanos.

## Televisa Estúdios
A Televisa tem presença internacional através da Televisa Estúdios, líder na comercialização de soluções integrais de entretenimento. Oferece aos cinco continentes uma grande variedade de serviços que incluem programação para televisão, livros, formatos, coproduções, soluções integrais de promoção, recursos artísticos e mais.
Algumas das centrais de transmissão da Televisa:
- Televisa Chapultepec
- Televisa San Ángel
- Televisa Santa Fe
- Televisa Guadalajara
- Televisa Monterrey
- Televisa Puebla

## Departamentos
O Grupo Televisa conta com vários departamentos dedicados a produzir conteúdo para as diferentes mídias da empresa. Os mais importantes são:
- Noticieros Televisa é o departamento de jornalismo da Televisa, produz vários jornais da empresa entre eles o Noticiero con Joaquín López-Dóriga, Noticiero con Lolita Ayala e Primero Noticias. As pessoas mais conhecidas dessa divisão são: Joaquín López-Dóriga, Carlos Loret de Mola, Adela Micha, Denise Maerker, Víctor Trujillo, Paola Rojas, entre outras.
- Televisa Deportes é a divisão esportiva da empresa. As pessoas mais conhecidas são: Javier Alarcón, Ricardo Peláez, Enrique Bermúdez de la Serna, Antonio de Valdes e Enrique Burak.
- Televisa Espectáculos é a área especializada em informar sobre este tipo de noticias e promover produções da empresa.
- Televisa Niños é o departamento infantil. Produz conteúdo para o público infantil.

## Controvérsias

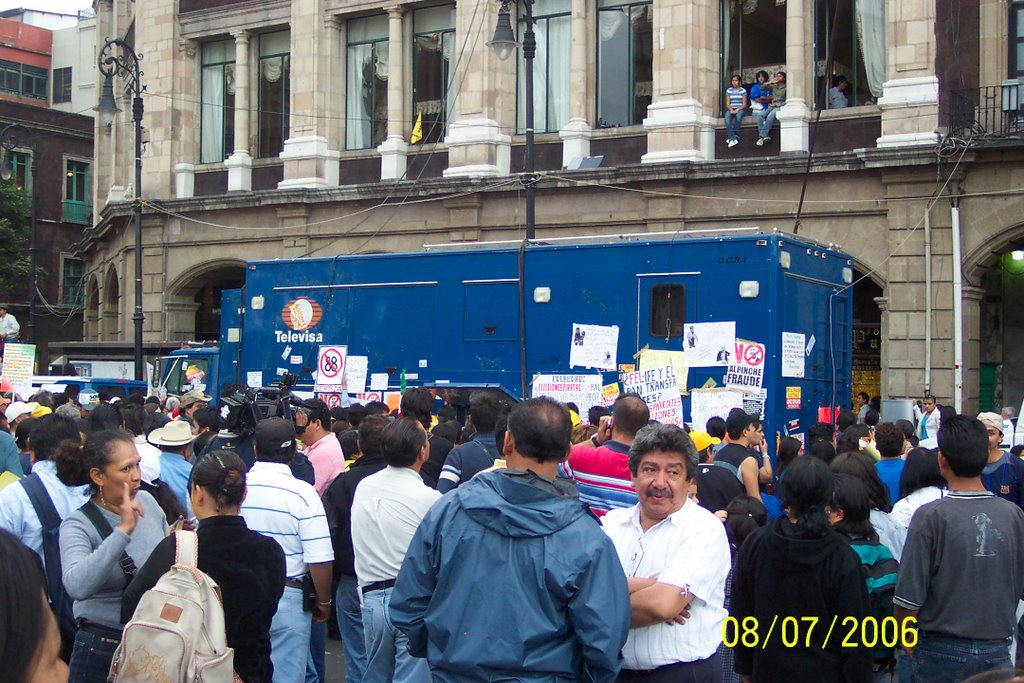
Protesto na Cidade do México, devido à presença de um veículo Televisa.

Televisa escondeu e deturpou informações relacionadas com o massacre de estudantes em Tlatelolco em 2 de outubro de 1968 pelo exército mexicano. A empresa passou por uma reestruturação após a morte de Emilio Azcárraga Milmo, ocorrido em 1997, que era um multieixo de acusações de cumplicidade com o partido no poder, o PRI, também minimizou a situação do terremoto no México em 1985, nem expôs a corrupção de Guillermo Carrillo Arena escondido por seus laços com o partido no poder e ex-presidente Miguel de la Madrid, que ampliou os efeitos do desastre. Cabe ressaltar que o México foi governado pelo PRI de 1929 a 2000 formando praticamente uma ditadura onde quem não tivesse de acordo com os interesses dos presidentes da república do "partido único" era seu inimigo principalmente os meios de comunicação que passavam por uma censura para continuar operando.
Em 2006, a empresa estava envolvida na passagem controversa da “Lei Televisa” que concedeu, a título gratuito, o uso do espectro digital de frequências. Esta lei tem sido considerada por alguns um dom de um bem público (espectro de frequência digital) para um meio privado. Por outro lado, aumentou as acusações de partidarismo político da Televisa em favor do partido no poder. A lei estabelece a desregulamentação do espectro digital em favor do facto duopólio formado pela mexicana Televisa grupo de mídia e TV Azteca. Vários senadores que eram membros do Legislativo LIX promovidos para a Suprema Corte de Justiça da Nação uma ação constitucional, argumentou que a lei inibe a concorrência e promove o poder da televisão referido duopólio.
Em 7 de junho de 2012, três semanas antes da eleição federal elegeria o presidente do México, o jornal londrino The Guardian publicou uma frente-enredo em que a Televisa teria tido uma aliança com o candidato à Presidência da República, Enrique Peña Nieto. O jornal de Londres disse que os pagamentos foram ligados aos órgãos administrativos, candidatos a Televisa em troca de cobertura de notícias positivas. Além disso, os arquivos enviados pelo jornal detalhando uma estratégia para evitar Andrés Manuel López Obrador venceu as eleições federais no México, em 2006, envolvendo também a TV Azteca e ex-presidente do México, Vicente Fox. Posteriormente o jornal inglês foi processado pelos envolvidos nessa acusação e por falta de provas teve que se retratar por falar do que não tinha evidências.
Em 7 de julho de 2012, a Televisa, foi ao ar o casamento de seu comediante Eugenio Derbez, e nenhum progresso havia convocado o Movimento YoSoy132 contra Peña Nieto, o que provocou protestos contra a emissora.
Em 23 de agosto de 2012, na Nicarágua foram presos 18 supostos empregados, técnicos, apresentadores e jornalistas da empresa, acusados de tráfico de drogas que usavam veículos oficiais da Televisa. Depois de uma investigação em cooperação entre México e Nicarágua os envolvidos no crime que usavam a credencial da empresa para não levantar suspeitas foram identificados e o canal saiu livre de qualquer acusação.

## Esmas
Esmas.com é, desde o ano 2000, a página da Internet do Grupo Televisa que oferece conteúdo da empresa na rede através de seus diferentes canais verticais, como desportos, futebol, notícias, espetáculos, telenovelas, mulher, saúde e crianças.
Havia pagínas proprias para as telenovelas como a telenovela Rebelde ou a pagína da banda RBD. (Hoje em dia o esmas.com está desativado e se pesquisar o endereço irá automaticamente para o site https://www.lasestrellas.tv/).